# Grammy for Bedste comedyalbum
Grammy for Best Comedy Album er en amerikansk pris der uddeles af Recording Academy for årets bedste udgivelse inden for genren humor. Prisen har med et par afbrudelser været uddelt siden 1959.
- Fra 1959 til 1967 var prisen Best Comedy Performance
- Fra 1968 til 1991 var prisen Best Comedy Recording
- Fra 1992 til 1993 var prisen Best Comedy Album
- Siden 2004 har prisen været Best Comedy Album

Fra 1994 til 2003 blev der uddelt en separat pris for bedste tale-udgivels i genren humor,
Grammy Award for Best Spoken Comedy Album. Siden 2004 har prisen igen omfattet både tale- og musik-udgivelser.

## Modtagere af Grammy for Best Comedy Album

### 2010 – 2019
- 2011: Lewis Black for Stark Raving Black
- 2010: Stephen Colbert for A Colbert Christmas: The Greatest Gift of All!

### 2004 – 2009
- 2009: George Carlin for It's Bad For Ya
- 2008: Flight of the Conchords for The Distant Future
- 2007: Lewis Black for The Carnegie Hall Performance
- 2006: Chris Rock for Never Scared
- 2005: Jon Stewart and de medvirkende i The Daily Show for The Daily Show with Jon Stewart Presents ... America: A Citizen's Guide to Democracy Inaction
- 2004: "Weird Al" Yankovic for Poodle Hat

### 1994 – 2003
Grammy for Bedste talte comedyalbum

### 1990 – 1993
- 1993: Peter Schickele for P.D.Q. Bach: Music for an Awful Lot of Winds & Percussion
- 1992: Peter Schickele for P.D.Q. Bach: WTWP Classical Talkity-Talk Radio
- 1991: Peter Schickele for P.D.Q. Bach: Oedipus Tex and Other Choral Calamities
- 1990: Peter Schickele for P.D.Q. Bach: 1712 Overture and Other Musical Assaults

### 1980 – 1989
- 1989: Robin Williams for Good Morning, Vietnam
- 1988: Robin Williams for A Night at the Met
- 1987: Bill Cosby for Those of You With or Without Children, You'll Understand
- 1986: Whoopi Goldberg for Whoopi Goldberg (Original Broadway Show Recording)
- 1985: "Weird Al" Yankovic for "Eat It"
- 1984: Eddie Murphy for Eddie Murphy: Comedian
- 1983: Richard Pryor for Live on the Sunset Strip
- 1982: Richard Pryor for Rev. Du Rite
- 1981: Rodney Dangerfield for No Respect
- 1980: Robin Williams for Reality...What a Concept

### 1970 – 1979
- 1979: Steve Martin for A Wild and Crazy Guy
- 1978: Steve Martin for Let's Get Small
- 1977: Richard Pryor for Bicentennial Nigger
- 1976: Richard Pryor for ...Is It Something I Said?
- 1975: Richard Pryor for That Nigger's Crazy
- 1974: Cheech and Chong for Los Cochinos
- 1973: George Carlin for FM and AM
- 1972: Lily Tomlin for This Is a Recording
- 1971: Flip Wilson for The Devil Made Me Buy This Dress
- 1970: Bill Cosby for Bill Cosby

### 1959 – 1969
- 1969: Bill Cosby for To Russell, My Brother, Whom I Slept With
- 1968: Bill Cosby for Revenge
- 1967: Bill Cosby for Wonderfulness
- 1966: Bill Cosby for Why Is There Air?
- 1965: Bill Cosby for I Started Out As A Child
- 1964: Allan Sherman for "Hello Muddah, Hello Fadduh"
- 1963: Vaughn Meader for The First Family
- 1962: Elaine May & Mike Nichols for An Evening with Mike Nichols and Elaine May
- 1961: to priser
  - Talt: Bob Newhart for The Button-Down Mind Strikes Back!
  - Musik: Jo Stafford & Paul Weston for Jonathan and Darlene Edwards in Paris spillet af Jo Stafford & Paul Weston som "Jonathan & Darlene Edwards"
- 1960: to priser
  - Talt: Shelley Berman for Inside Shelley Berman
  - Musik: Homer and Jethro for The Battle of Kookamonga

- 1959: Ross Bagdasarian Sr. for "The Chipmunk Song" (spillet af Ross Bagdasarian Sr. som "David Seville and the Chipmunks")

## Se Også
- Grammy priserne.